# Lamay
O Distrito peruano de Lamay é um dos oito distritos da Província de Calca, situada no Departamento de Cusco, pertencente a  Região Cusco, Peru. Foi criado pela Lei nº 11693, de 3 de janeiro de 1952.

## Transporte
O distrito de Lamay é servido pela seguinte rodovia:
- PE-28B, que liga o distrito de Lucre (Cusco) à cidade de Ayna (Ayacucho)  [2][3][4]